# Hinganghat
Hinganghat ist eine Stadt im Bundesstaat Maharashtra im Westen Indiens. Sie ist Teil des Distrikts Wardha. Hinganghat ist in 33 Wards gegliedert und wird als Municipal Council verwaltet. Die Stadt befindet sich im Osten von Maharashtra. Von Hinganghat aus sind es nach Mumbai 764 Kilometer. Die Stadt ist ca. 1500 Jahre alt. In Hinganghat gibt es eine 16 Meter hohe Statue des Gottes Vithoba.

## Demografie
Die Einwohnerzahl der Stadt liegt laut der Volkszählung von 2011 bei 101.805. Hinganghat hat ein Geschlechterverhältnis von 936 Frauen pro 1000 Männer und damit einen für Indien üblichen Männerüberschuss. Die Alphabetisierungsrate lag bei 93,3 % im Jahr 2011. Knapp 77,1 % der Bevölkerung sind Hindus,  ca. 13,4 % sind Buddhisten, ca. 7,9 % sind Muslime, ca. 1,2 % sind Jainas, ca. 0,2 % sind Christen und ca. 0,3 % gehören anderen oder keiner Religionen an. 9,8 % der Bevölkerung sind Kinder unter sechs Jahren.

## Infrastruktur
Durch einen Bahnhof ist die Stadt mit dem Rest des Landes verbunden. Der National Highway 7, Teil des Nord-Süd-Korridors, führt durch die Stadt.

## Söhne und Töchter der Stadt
- Murlidhar Devidas Amte (1914–2008), Menschenrechtler
- Nisha Mohota (* 1980), Schachspieler